# تحرير سوقي
التحرير هو مصطلح واسع يشير إلى تخفيف شدة تنفيذ القوانين أو الأنظمة أو الآراء، وعادة يأتي بمعنى إزالة بعض اللوائح أو القيود الحكومية.
يستخدم هذا المصطلح في أغلب الأحيان فيما يتعلق بالاقتصاد، حيث يشير إلى التحرير الاقتصادي، وإزالة أو تقليل القيود المفروضة على (مجال معين من) النشاط الاقتصادي، ويمكن أيضًا استخدام التحرير كمرادف لإلغاء التجريم أو التقنين (جعل شيء ما قانونيًا بعد أن كان غير قانوني)، مثلًا عند وصف إلغاء قيود المخدرات.

## في الاقتصاد والتجارة
يشير التحرير الاقتصادي إلى تخفيض أو إلغاء اللوائح الحكومية أو القيود المفروضة على الأعمال التجارية الخاصة والتجارة. وعادة ما يجري الترويج له من قبل دعاة الأسواق الحرة والتجارة الحرة، الذين تسمى أيديولوجيتهم أيضًا الليبرالية الاقتصادية. كثيرًا ما يتضمن التحرير الاقتصادي أيضاً تخفيضات في الضرائب، والضمان الاجتماعي، وإعانات البطالة.